# René-Théophile-Hyacinthe Laennec
René-Théophile-Hyacinthe Laennec (17 tháng 2 năm 1781 - 13 tháng 8 năm 1826) là một bác sĩ người Pháp; là người sáng chế ra ống nghe khám bệnh. Bác sĩ Laennec được sinh ra tại Quimper, Bretagne và học y khoa tại Hôpital de la Charité, Paris và được cấp bằng năm 1804. Ông đã sáng chế ra ống nghe khám bệnh năm 1816, và làm việc tại Hôpital Necker.. Ông tiên phong trong việc sử dụng nó trong việc chẩn đoán các tình trạng ngực khác nhau.
Ông trở thành giảng viên tại Collège de France vào năm 1822 và là giáo sư y khoa vào năm 1823. Các cuộc hẹn cuối cùng của ông là trưởng phòng khám y tế tại Hôpital de la Charité và giáo sư tại Collège de Pháp. Ông qua đời vì bệnh lao vào năm 1826 ở tuổi 45.

## Tiểu sử
Laennec sinh ra ở Quimper (Bretagne). Mẹ anh qua đời vì bệnh lao khi anh lên năm tuổi và anh đến sống với ông chú Abbé Laennec (một linh mục).